# Millettia pallens
Millettia pallens är en ärtväxtart som beskrevs av Otto Stapf. Millettia pallens ingår i släktet Millettia och familjen ärtväxter. Inga underarter finns listade i Catalogue of Life.